# كودي وايلد
كودي وايلد (بالإنجليزية: Cody Wild)‏ هو لاعب هوكي الجليد أمريكي، ولد في 5 يونيو 1987 في ليمستون في الولايات المتحدة.

## وصلات خارجية
- كودي وايلد على موقع دوري الهوكي الوطني (الإنجليزية)
- كودي وايلد على موقع EliteProspects.com (الإنجليزية)
- كودي وايلد على موقع HockeyDB.com (الإنجليزية)